# Feliks Czaplicki
Feliks Czaplicki (pseud. sportowy Paluch, ur. 30 maja 1911 w Poczdamie, zm. 1939 w rejonie Sochaczewa) – polski koszykarz i trener koszykarski.
Absolwent Studium Wychowania Fizycznego Uniwersytetu Poznańskiego. Zawodnik AZS Poznań i KPW Poznań. Jeden z czołowych polskich koszykarzy w latach 1930-1938. Akademicki wicemistrz świata w 1937. Mistrz Polski w latach: 1930, 1931, 1932, 1935 i 1937. Jako trener w Poznaniu wprowadził nowatorskie rozwiązania techniczno-taktyczne do gry i trening indywidualny. Uprawiał również siatkówkę, piłkę ręczną i szermierkę. W 1939 walczył w kampanii wrześniowej wraz z Armią Poznań (14. Dywizja Piechoty). W połowie września 1939 wzięty do niewoli przez Niemców i rozstrzelany w rejonie Sochaczewa lub Kiernozi.